# Istete
Az istete vagy ixtete egy édesség, amelyet kizárólag a mexikói Nayarit állam fővárosában, Tepicben készítenek. Receptjét csak egyetlen család néhány tagja ismeri, de mások nem érdeklődnek utána, sőt, a helyi hatóságok sem akartak segítséget nyújtani abban, hogy nayariti márkaként kereskedelmi forgalomba hozzák, ezért az eltűnés fenyegeti.
Kemény, karamellszerű állaga van, fő összetevői a méz, a dió, a mandula, a kakaó, a tej, a citrom és különféle fűszerek. Előállítói szerint köhögés és egyéb légúti betegségek csillapítására is hasznos. Készítése legalább 3 óráig tart, a hideg évszakokban célszerű nem korán reggel elkezdeni, mivel olyankor még túl hideg lenne és a keverék megfagyna, meleg időszakokban viszont az olvadástól kell védeni, ezért nem ajánlott a legforróbb órákban készíteni.

## Története
Az istetét a 20. század elején találta fel a Tepicben élő, navatl indián származású Ramona Alatorre és családja, akik eredetileg istetetonesnek nevezték el, de ezen név jelentése és eredete ismeretlen. Céljuk az volt, hogy újfajta karamellszerűségeket állítsanak elő, amelyeket aztán a városi népünnepélyeken árusíthatnak. Mivel az utcai árusítás során hangos kiáltozással adták tudtára az embereknek, hogy kapható az édesség, ezért később jobbnak látták, ha a hosszú nevet lerövidítik három szótagosra, így született meg az istete elnevezés.
Alatorre és férje továbbadták a hagyományt fiuknak, Ignacio López Alatorrének, aki pedig továbbada két fiának, Héctor Efraín López Lópeznek és Ignacio López Lópeznek. A 21. század elejére már csak ők hárman maradtak, akik ismerik az istete pontos receptjét.